# 아스타 라 비스타
《아스타 라 비스타》(Hasta la Vista)는 2011년 공개된 벨기에의 코미디 드라마 영화이다.

## 배역
- 로브레트 밴든 소렌 - 필립 역
- 질리 드 크리지버 - 라스 역
- 톰 오데나에르 - 요제프 역
- 자벨 드 헤르토그 - 클로드 역
- 벨 배턴스